# 波蘭立陶宛魯塞尼亞聯邦

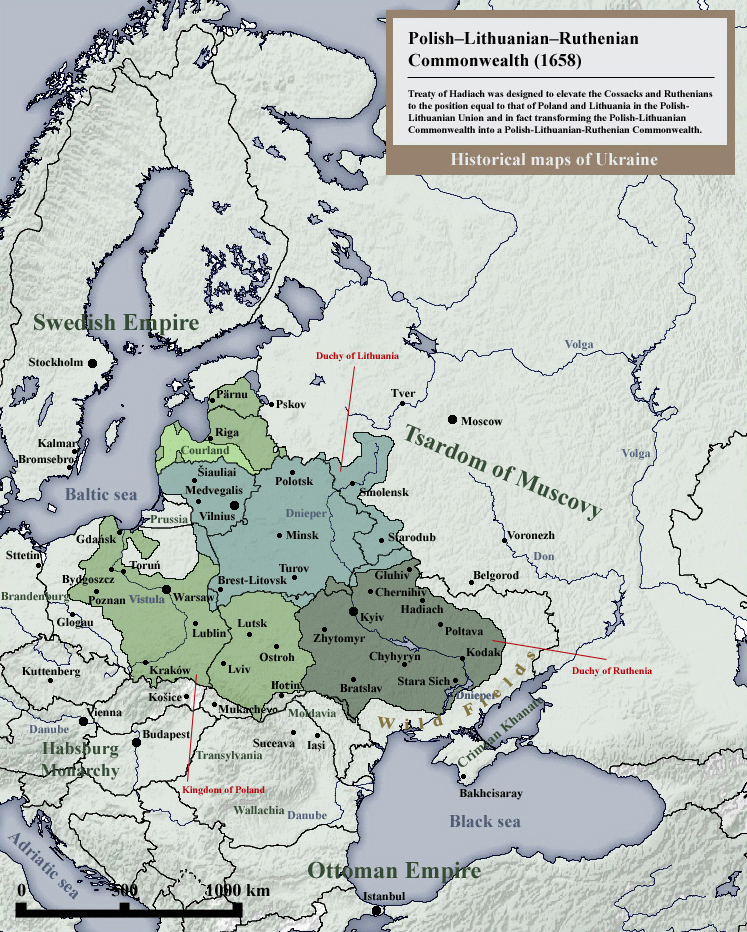
依據1658年提案所預訂的三國聯邦範圍。

19世紀所設計的波蘭-立陶宛-魯塞尼亞聯邦的紋章，但從未實現。其由波兰白鹰、立陶宛帕霍尼亚和魯塞尼亞米迦勒天使長所組成。

波蘭-立陶宛-魯塞尼亞聯邦（拉丁語：Res Publica)，又稱三國共和體或三方聯邦，是波蘭立陶宛歷史上反复出现過的一個政治概念，用以取代既有二元聯邦。
此概念在聯邦歷史上不同時期都曾被多次提倡過，最接近實現的一次為1648年札波羅結哥薩克成功發動起义反抗波兰統治之後，1658年哥薩克與波蘭簽訂哈佳奇條約，條約內容批准魯塞尼亞於聯邦內成為與波蘭及立陶宛平起平坐的第三位正式成員，由此就會形成一個三方平等的聯邦體制。1659年5月，波蘭瑟姆議會批准了該項經過修訂的提案文本。
然而在聯邦內歷史性建立魯塞尼亞公國的構想最終仍未能成功。加拿大史學家保羅·羅伯特·馬戈西認為，當年出現這樣的結果是由於哥萨克人內部分歧和俄罗斯入侵而導致的。然而，這兩個事件都比哈迪亞克條約的簽署早得多。俄羅斯史學家泰羅娃-雅科夫列娃認為波蘭社會的反對和教皇的壓力是協議未能成行的原因。
1861年一月起义之後，有關三方聯邦的構想，重新在霍羅德沃所舉行的愛國示威運動中出現。所谓的霍罗德沃第二聯盟是由波兰王國之中，屬於前立陶宛大公国、沃尔希尼亚和波多利亚的施拉赫塔們所宣告的。以霍罗德沃第二聯盟為基礎的新聯邦是以三个國家所組成，其提案的国徽包括波兰鹰、立陶宛帕霍尼亚和魯塞尼亞的守护神大天使迈克尔。

## 外部鏈接
- Rzeczpospolita Trojga Narodów
- 多元文化联合体 （页面存档备份，存于）